# Adrianna Biermaier
Adrianna Biermaier, geborene Adrianna Bilik (* 18. Mai 1945 in Eitzing; † 5. Oktober 2023 in Wien), war eine österreichische Basketballspielerin.

## Leben
Biermaier, geborene Bilik, kam im oberösterreichischen Eitzing zur Welt, 1946 zog sie mit ihrer Mutter in deren Heimat Soporna in der Slowakei. Dort wurde sie slowakische Jugendmeisterin im Tischtennis, 1963 nahm sie für die Tschechoslowakei an der Tischtennis-Weltmeisterschaft in Prag teil. Bereits ab 1962 spielte sie beim BK Slovan Bratislava zusätzlich Basketball. Im Vorfeld der Basketball-Weltmeisterschaft nahm sie an der Vorbereitung der tschechoslowakischen Nationalmannschaft teil, wurde aber nicht für das Turnier berücksichtigt, da ihr Vater in Österreich lebte. Biermaier ging daraufhin nach Österreich zurück, spielte Basketball bei Union Kuenring und gewann mit der Mannschaft in sieben Jahren sieben österreichische Meistertitel. Sie heiratete den Basketballtrainer Erich Biermaier.
1973 wechselte sie nach Frankreich und spielte dort für die Vereine Clermont Universite Club und Association Sportive Montferrand. Mit Clermont wurde sie französische Meisterin und erreichte das Europapokalendspiel. In ihrem letzten Jahr in Frankreich war Biermaier beste Korbschützin der Liga.
Nach ihrer Rückkehr nach Österreich im Jahr 1976 spielte Biermaier für ABC Donau und dann für DBB Wien. Mit ABC Donau stieß sie 1978 ins Viertelfinale des europäischen Vereinswettbewerbs Ronchetti-Cup vor, im Spieljahr 1984/85 wiederholte sie diesen Erfolg mit DBB Wien. Ihre Spielerlaufbahn beendete sie im Jahr 1990. Insgesamt gewann Biermaier zwölf Mal die österreichische Meisterschaft und wurde fünf Mal Zweite. In 14 Spielzeiten war sie beste Korbschützin der österreichischen Liga. Bis 1990 erzielte sie in der Liga mehr als 13.000 Punkte. Ihr Punktbestwert in einem Erstligaspiel war 92 und im Europapokal 66 (1979 gegen Sporting Club Athen).
Mit der österreichischen Nationalmannschaft nahm sie unter anderem an den Europameisterschaften 1970 und 1972 teil. Bei beiden Turnieren war sie mit 19,1 beziehungsweise 23,5 Punkten im Schnitt beste Werferin ihrer Mannschaft. Bei der EM 72 erreichte sie den besten Punkteschnitt (23,5) aller teilnehmenden Spielerinnen, beim EM-Turnier 1970 lag sie mit 19,1 mannschaftsübergreifend auf dem vierten Rang.
Später zog sie mit ihrem Ehemann Erich auf die griechische Insel Skiathos.
Biermaier starb am 5. Oktober 2023 in Wien. Ihr Grab befindet sich auf dem Neustifter Friedhof in Wien (Gruppe 19, Reihe 3, Nummer 8).

## Quelle
- https://fullcourt.at/?id=134&tx_ttnews%5Btt_news%5D=515&cHash=9adc4533b1cfaf24824ab99e2e281c3b